# Мормэр Морея
Мормэрство, или королевство Морей (англ. Kingdom of Moray, ирл. Muireb, Moreb; лат. Muref, Moravia, гэльск. Moireabh), — владение в средневековой Шотландии, которое было ликвидировано в 1130 году королём Шотландии Давидом I. Это владение располагалось на более обширной территории, чем современная одноимённая область.

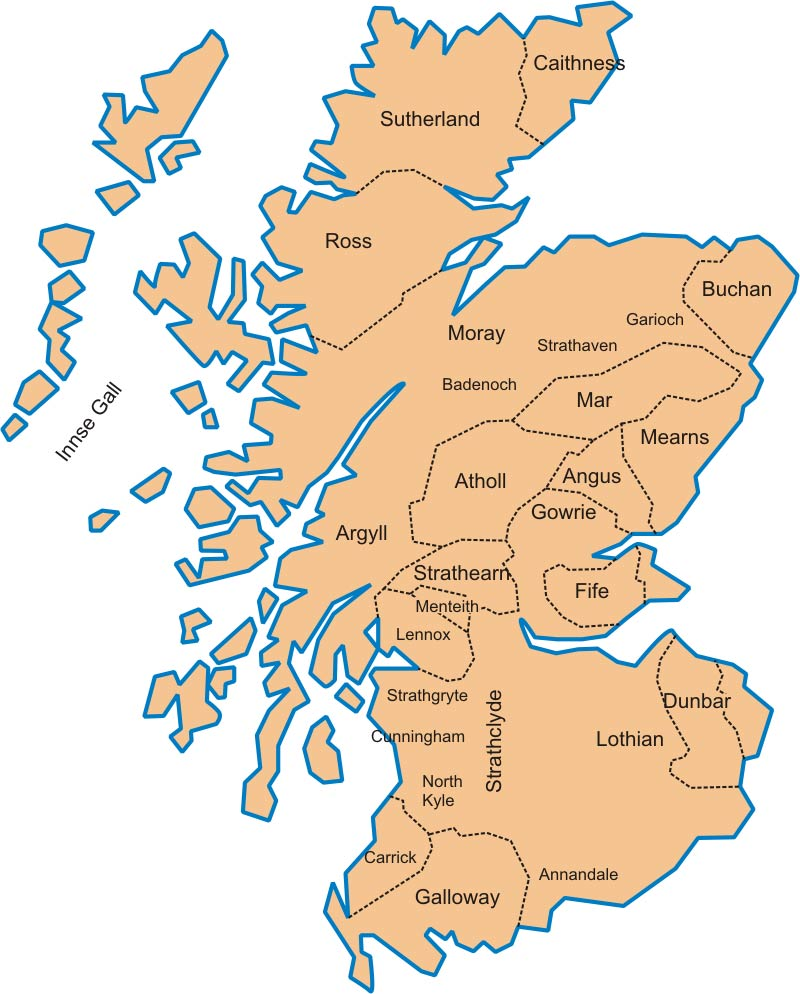
Морей на карте Шотландии

## География Морея
Морей располагался на территории, где до 843 года находились северные земли пиктов.
До 1130 года мормэрство Морей охватывало область намного большую, чем более позднее графство Морей. Первоначально Морей простирался от гор Drumochter на юге до скандинавских владений Кейтнесс и Сазерленд на севере, до Атлантического океан на западе и включал Бухан на востоке.

## Претензии на шотландский трон
Мореем управляла династия, самым известным представителем которой был Макбет, король Шотландии с 1040 по 1057 годы.

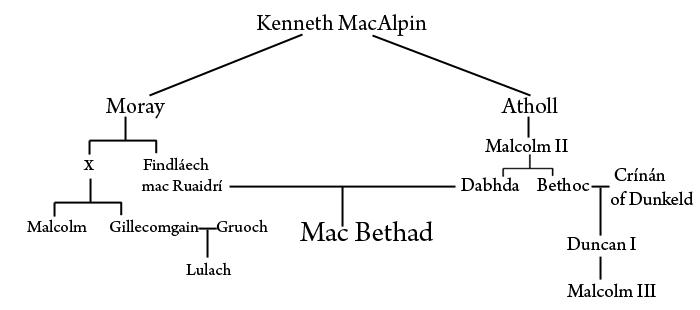
Правители Морея

Его отец Финдлех, правитель Морея, прославился в войне с норвежцами. Он был женат на Донаде, второй дочери Малькольма II. Финдлех погиб в 1020 году, после чего власть в Морее перешла к сыновьям его брата Маелбригде, Малькольму и Гиллекомгану (виновных, как утверждается в «Анналах Тигернаха», в гибели Финдлеха). После гибели Малькольма в 1029 году, а Гиллекомгана — в 1032 году, правителем Морея стал Макбет (по мнению части исследователей, братья погибли из-за мести Макбета).
Макбет женился на вдове Гиллекомгана Груох, внучке Кеннета III. В 1040 году король Дункан I, недовольный Макбетом, вторгся в Морей и погиб 14 августа 1040 года при Ботгогованане (Bothnagowan).
В 1057 году Макбет в результате вторжения англичан был побеждён оппозицией и погиб у Лумфанана. После недолгого правления его пасынка Лулаха, короны Шотландии и Морея стали принадлежать разным лицам. В 1077 году сын Лулаха Маелснехтайн заявил претензии на трон предков, но был побеждён Малькольмом III.

## Морейские восстания
Новое восстание против шотландских королей поднял Хет, зять Лулаха, но вскоре был усмирён. После того как в 1130 году он умер, восстание подняли его сыновья Ангус и Малькольм. В 1130 году Ангус погиб, а Малькольм был выдан королю и заключён в тюрьму в Роксборо. Давид I присоединил Морей к землям шотландской короны.
В 1134 году на территории Морея появился священнослужитель Вимунд, провозгласивший себя сыном правителя Морея, но вскоре примирившийся с королём Давидом.
В 1153 году, пользуясь несовершеннолетием Малькольма IV, в Морее под предводительством правнука Лулаха Малькольма Мак-Хета вспыхнуло восстание. Первоначально оно было поддержано Сомерледом, но, несмотря на это, в 1156 году окончилось.

## Мормэры Морея
- Руайдри мак Домналл
- Мэлбригде мак Руайдри
- — 1020: Финдлех мак Руайдри
- ок. 1020—1029: Малькольм
- ок. 1020—1032: Гиллекомган
- ок. 1032—1057: Макбет (Мэлбета) мак Финдлиат мормэр Морея в ок. 1032—1057, король Шотландии в 1040—1057
- 1057—1058: Лулах
- 1058 — ок.1077/1085: Маелснехтайн мак Лулах
- ок. 1114—1130: Хет
- 1130: Ангус